# Animomyia hardwicki
Animomyia hardwicki är en fjärilsart som beskrevs av Frederick H. Rindge 1974. Animomyia hardwicki ingår i släktet Animomyia och familjen mätare. Inga underarter finns listade i Catalogue of Life.